# International Ice Patrol

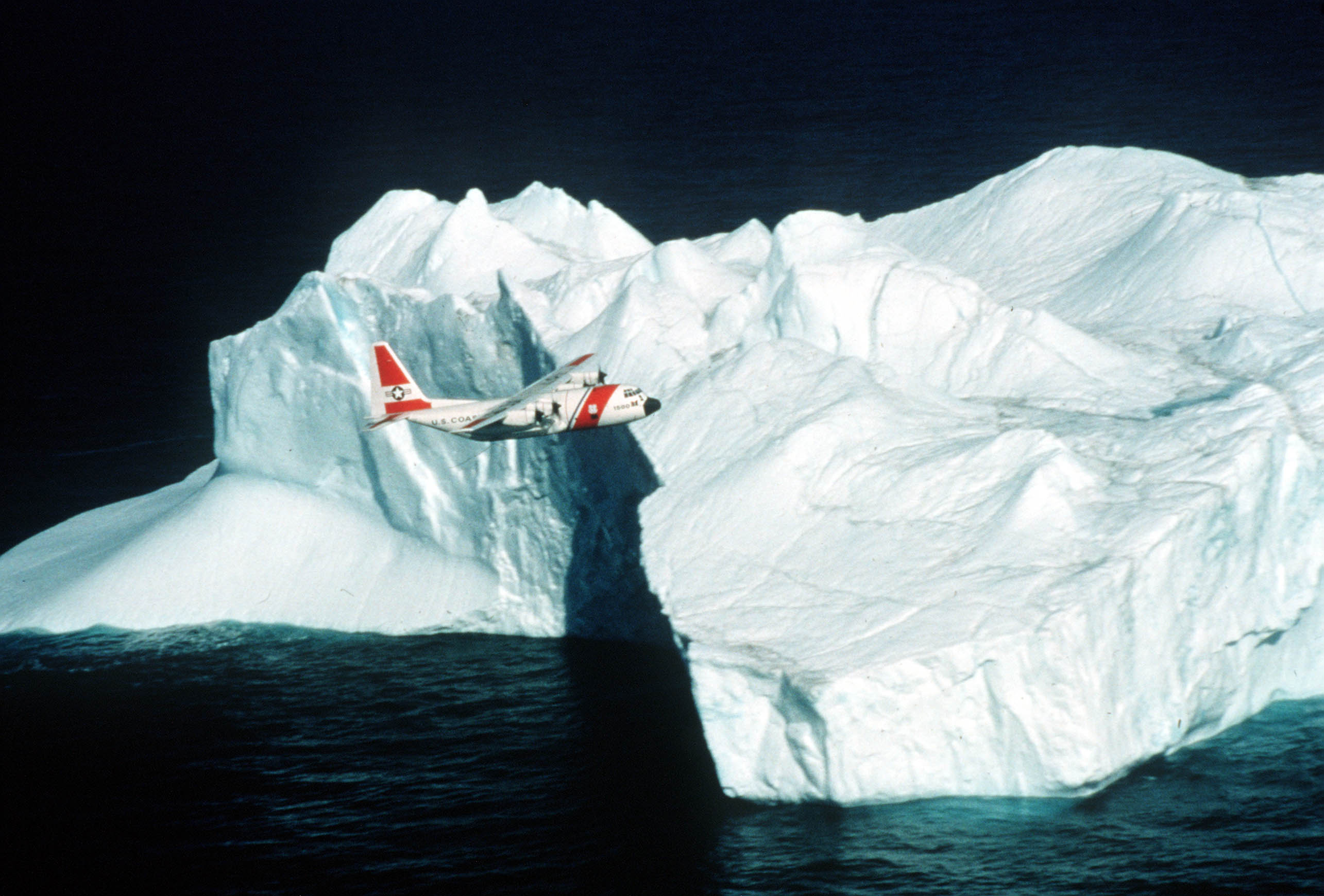
Een HC-130 van de U.S. Coast Guard op patrouille in het kader van de International Ice Patrol.

De International Ice Patrol (Nederlands: Internationale IJspatrouille) is een organisatie die als doel heeft informatie te verzamelen over de aanwezigheid van ijsbergen in de Atlantische Oceaan en Noordelijke IJszee en hun bewegingen te volgen omwille van de gevaren die ijsbergen kunnen betekenen voor de scheepvaart. Het voornaamste doel hiervan is schepen te waarschuwen voor ijsbergen in de voornaamste scheepvaartwegen tussen Europa en de belangrijkste havens van de Verenigde Staten en Canada.
De dagelijkse werking is in handen van de Amerikaanse kustwacht, maar de organisatie wordt financieel ondersteund door verschillende landen die interesse hebben in trans-Atlantische scheepvaart. De landen die (in 2011) bijdragen tot de International Ice Patrol zijn België, Canada, Denemarken, Duitsland, Finland, Frankrijk, Griekenland, Italië, Japan, Nederland, Noorwegen, Panama, Polen, Spanje, het Verenigd Koninkrijk, de Verenigde Staten van Amerika en Zweden.
De organisatie werd opgericht in 1914, na het zinken van de Titanic twee jaar eerder.